# Eliomys
Eliomys é um gênero de roedores da família Gliridae.

## Espécies
- Eliomys melanurus (Wagner, 1839)
- Eliomys munbyanus Thomas, 1903
- Eliomys quercinus (Linnaeus, 1766)